# HD 16024
HD 16024，又名BD+65 280，SAO 12361、HR 747，是一颗恒星，视星等为5.78，位于銀經133.55，銀緯5.09，其B1900.0坐标为赤經2h 29m 25.7s，赤緯+65° 5.09′ 33″。